# فرنسيس دوفي
فرنسيس دوفي (بالإنجليزية: Francis Duffy)‏ هو كاهن كاثوليكي أيرلندي، ولد في 21 أبريل 1958 في Bawnboy ‏ في جمهورية أيرلندا.